# Ксилофаги

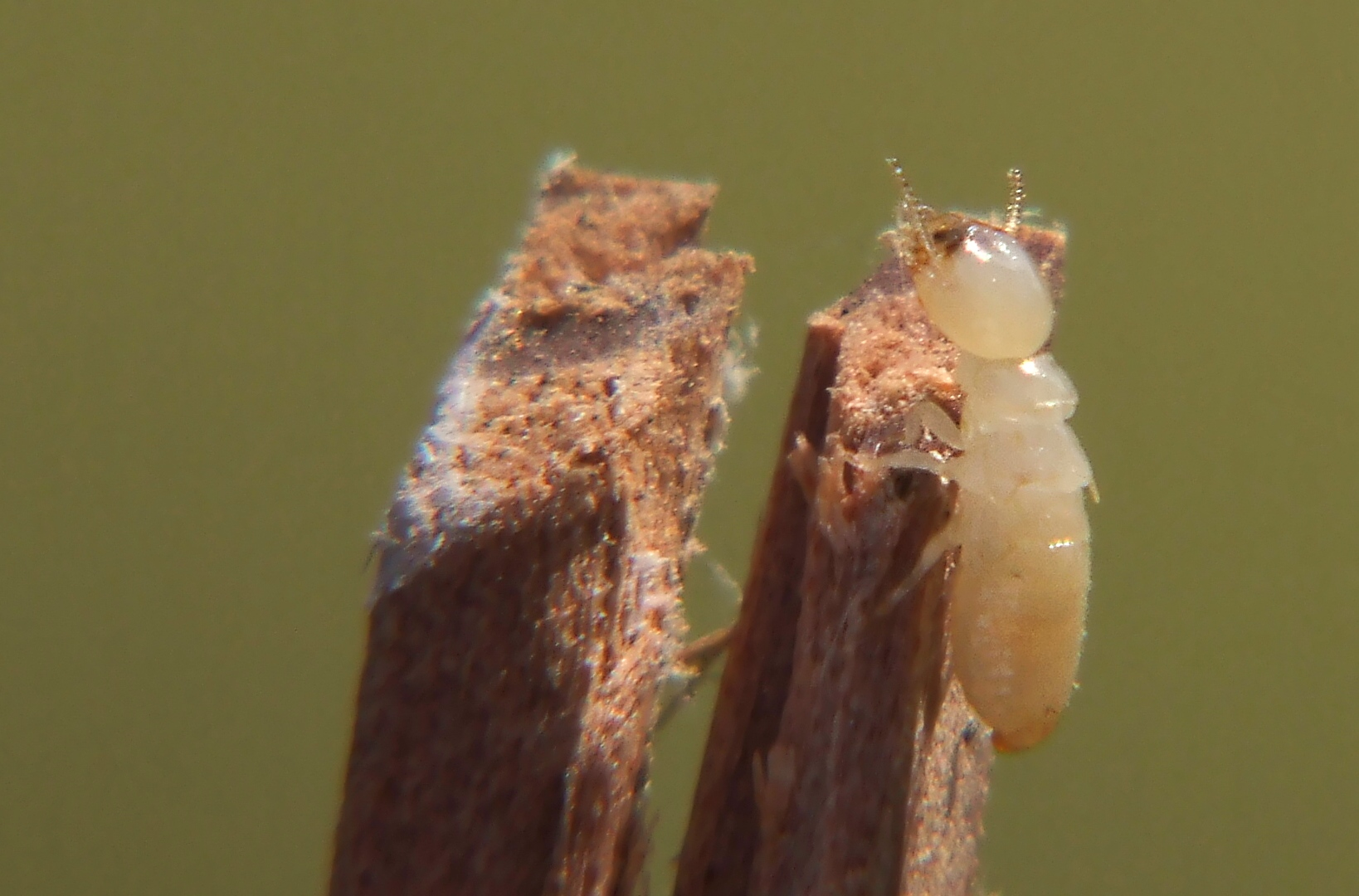
Терміт — яскравий представник ксилофагів

Ксилофаги — рослиноїдні тварини, чия дієта складається переважно (а часто виключно) з деревини. Більшість цих тварин — членистоногі, особливо комахи, серед яких така поведінка досить поширена і зустрічається серед представників різних рядів. Різні комахи мають різну спеціалізацію, наприклад, деякі обмежуються рослинами певної таксономічної групи або деревиною певного типу (певного стану розкладання, твердості, чи деревина жива чи мертва, або певним шаром деревини). Багато комах-ксилофаків містять симбіотичних найпростіших, бактерій або дріжджі в своїх травних системах, які допомагають їм розкладати целюлозу. Інші, такі як терміти, містять власний фермент целюлазу. Ще інші, особливо серед груп, що харчуються деревиною, що розпадається, отримують значну долю поживних речовин з продуктів, що виділяються різноманітними грибами, що ростуть в деревині. Такі комахи часто переносять спори грибів в певних, призначених для цього, структурах свого тіла («мікангіях»), та інфікують деревину під час відкладання власних яєць.

## Приклади тварин-ксилофагів
- Жук-короїд
- Гігантська панда
- Рогохвіст (деревна оса)
- Терміти
- Сом роду Panaque spp.